# Coldblood
Coldblood es un supervillano ficticio de Marvel Comics. Su primera aparición fue en Marvel Comics Presents #26 (agosto de 1989).
El personaje es interpretado por James Badge Dale en el 2013 de la película Marvel Cinematic Universe, Iron Man 3.

## Biografía ficticia
Cuando todavía era un teniente coronel del Ejército de Estados Unidos en Camp Killian, Eric Savin fue puesto a cargo del proyecto: Ultra-Tech. Allí conoció al amor de su vida, la teniente Gina Dyson. Mientras que en patrulla, Savin pisó una mina recién plantada le explotó en pedazos. Estuvo muerto durante 2,3 minutos. Gina inmediatamente realizó la cirugía cibernética en él. La cirugía fue exitosa. Savin estaba vivo, pero resucitado como un cyborg por Mako's Project: Ultra-Tech. Dyson, su antigua amante, le ayudó en la lucha contra Mako y sus robots, y al parecer mató a Mako en combate. El "7" en nombre original Coldblood fue declarado para ser un juego de palabras pero el nombre real Coldblood de "Eric Savin", ya que su apellido se pronuncia de la misma manera.
Coldblood se convirtió en un soldado cyborg urbano, que opera como un mercenario independiente. El evadido la captura por Mechadoom. Coldblood perseguido y combatido el tercero Deathlok en París. Luego se unió fuerzas con Deathlok y Siege en la derrota Harlan Ryker y sus ciber-guerreros.
Coldblood cedió a su cyborg-forma en un punto pero con la ayuda de Gina fue traído de nuevo a la parte humana en él.
En misiones posteriores, Coldblood fue contratado por Roxxon Oil y tenía que coger un arma bioquímica robado del laboratorio del Dr. Jonathan Cayre. Coldblood ganó la ayuda del equipo original Excalibur y tuvo éxito en su misión. Una vez más tarde, Savin trabajó junto con compañero cyborg Deathlok, Silver Sable y la Wildpack contra el grupo villano ULTIMATUM.
En la historia de "Civil War" de 2006-2007 , Coldblood fue uno de los muchos superhéroes contra la Ley de Registro de Superhumanos, y fue arrestado. Se le ve transportado a la súper prisión Pro-Registro 42 construida dentro de la Zona Negativa, pero casi inmediatamente sufre una pausa paralizante y psicótica, aparentemente debido a los efectos de deformación sensorial de su nuevo ambiente y su propia angustia. Más tarde, se le ve en el fondo detrás de Steve Rogers y los otros justo antes del enfrentamiento final después de ser liberado durante el éxodo creado por la resistencia. Coldblood participó entonces durante la batalla entre ambos lados, y más tarde se mencionó que desapareció en acción.

## Poderes y Habilidades
Eric Savin fue convertido en el cyborg Coldblood-7 por la Dra. Gina Dyson y otros proyectos: los cirujanos de Ultra-Tech han siguiendo diseños de Mako. Esto le dio fuerza sobrehumana, los reflejos, la velocidad, la resistencia, la durabilidad, y los sistemas sensoriales realzados incluyendo la visión nocturna. Él puede ver en el infrarrojo. Coldblood también tiene la capacidad de interactuar con prácticamente cualquier sistema informático, y, al entrar mentalmente en el "ciberespacio", para comunicarse con tales sistemas. Tiene una computadora injertada por wetware injertada en su cerebro orgánico, un esqueleto reforzado con plasti-acero, un corazón artificial, hemoglobina sintética y ojo derecho artificial. Sus piernas son claramente cibernéticas, mientras que sus brazos están compuestos de piel sintética y músculo sobre un esqueleto de plasti-acero. La mitad derecha de su cara es un implante cibernético blindado. Los límites exactos de su fuerza no se conocen, Pero él es capaz de participar efectivamente en el combate con Deathlok; Un cyborg mucho más avanzado. Sus músculos artificiales se fatigan eventualmente, pero él puede realizar el esfuerzo completo durante muchas horas sin cansarse. Las porciones orgánicas del cuerpo de Coldblood todavía requieren comida, bebida, oxígeno y sueño; Sin embargo su sangre y órganos artificiales le otorgan considerable resistencia a enfermedades y radiación. Su computadora incorporada analiza su entrada sensorial; Rastrea objetivos y es capaz de ver a través de ilusiones, la detección de hologramas y así sucesivamente. Requiere una recarga de electricidad cada doce meses de servicio activo. La parte del cerebro orgánico de Coldblood que accedía a sus recuerdos personales fue eliminada durante la cirugía que lo convirtió en un cyborg.
Coldblood lleva armadura corporal y usa armas de fuego convencionales, incluyendo una pistola automática a 357 implantada en su mano izquierda artificial. Mako y Project: Ultra-Tech también diseñó especialmente un automóvil de alta velocidad para él, con armas incorporadas. Puede ser controlado a distancia por un dispositivo en la muñeca izquierda de Coldblood, o automáticamente por su computadora incorporada.
Coldblood es un excelente combatiente mano a mano, altamente entrenado en combate de comandos y es un excelente tirador con armas de fuego convencionales.

## En otros medios

### Película
- James Badge Dale lo interpretará en la película de 2013, Iron Man 3.[11] En esta película, no es conocido como Coldblood sino como Eric Savin, que ha sido sometido al tratamiento Extremis para aumentar sus habilidades de combate y darse varios poderes de fuego y es la mano derecha de Aldrich Killian. Después de ser visto en Industrias Stark durante la reunión de Killian con Pepper Potts, Happy Hogan es testigo de Savin en el Teatro Chino dándole a Jack Taggert una dosificación de Extremis. Cuando Happy toma la dosis, Eric y Happy luchan que resulta en Savin tirando a Hogan al suelo. Después de explotar Taggert por la dosis sobrecargada, La explosión mata a muchas personas y hiere a Hogan mientras que Savin regenera su cuerpo dañado y se aleja. Él entonces conduce un asalto en la mansión de Tony Stark. Junto con Ellen Brandt, Savin va a Tennessee para recuperar la evidencia que involucra a otro soldado de Extremis. Después de Stark mata a Brandt, Eric amenaza a Harley Keener para obligar a Stark a renunciar a las pruebas. Stark y Harley someten a Savin, pero él se regenera de nuevo. En Florida, Savin interrumpe el interrogatorio de Stark sobre Trevor Slattery. Después de que James Rhodes sea capturado por los soldados de Killian, Savin posa como Iron Patriot para abordar la Fuerza Aérea Uno y secuestra al Presidente Matthew Ellis. Mientras que él está a punto de escapar del avión, Savin consigue en una lucha con la armadura teledirigida por Stark y muere cuando Stark dispara una explosión del repulsor a través del pecho de Savin en el punto a quemarropa.

### Videojuegos
- Eric Savin aparece en el juego de Facebook Marvel: Avengers Alliance. Sus habilidades son como los poderes Extremis de encarnación de Iron Man 3. En la novena misión Spec Ops, Savin roba la armadura Iron Patriot y aparece como un jefe que actúa como el Mandarín.